# Odprto prvenstvo Anglije 1973
Odprto prvenstvo Anglije 1973 je teniški turnir za Grand Slam, ki je med 25. junijem in 8. julijem 1973 potekal v Londonu.

## Moški posamično
Jan Kodeš :  Aleks Metreveli 6-1 9-8(7-5) 6-3

## Ženske posamično
Billie Jean King :  Chris Evert 6-0 7-5

## Moške dvojice
Jimmy Connors /  Ilie Năstase :  John Cooper /  Neale Fraser 3-6 6-3 6-4 8-9(3-7) 6-1

## Ženske dvojice
Rosie Casals /  Billie Jean King :  Françoise Dürr /  Betty Stöve 6-1 4-6 7-5

## Mešane dvojice
Owen Davidson /  Billie Jean King :  Raúl Ramírez /  Janet Newberry 6-3 6-2